# Azmak (dopływ Maricy)
Azmak (bułg. Азмак) – rzeka w południowej Bułgarii. 
Źródło Azmaku znajduje się 1,3 km od wsi Sweżen na wysokości 696 m n.p.m. Uchodzi do lewego brzegu Maricy, na wysokości 131 m n.p.m. Rzeka ma 21 km długości, a powierzchnia dorzecza wynosi 68 km², co stanowi 0,12% dorzecza Maricy.